# Дурний Місяць (роман)
«Дурний Місяць» (англ. Fool Moon) — роман 2001 року в жанрі міської фентезі, написаний Джимом Бучером, друга книга з серії «Файли Дрездена»(англ. The Dresden Files), що розповідає про пригоди єдиного професійного чарівника Чикаго, Гаррі Дрездена. Цього разу йому доведеться розібратись у жорстоких вбивствах, що стаються в місті в повний місяць.

## Сюжет
У «Дурному місяці», другій книзі «Досьє Дрездена», чарівник Гаррі Дрезден вплутується у складну справу за участю кількох видів перевертнів, що призводить до смертельного протистояння з бандою підлітків-перевертнів, корумпованими агентами ФБР, які використовують магічні талісмани, і трагічною фігурою, проклятою перетворитися на несамовитого перевертня. Розслідування розкриває павутиння зради та маніпуляцій, кульмінацією якого стає жорстоке протистояння, в якому Дрезден і його союзники зупиняють криваву серію вбивств, викривають винуватців і стикаються з особистими та професійними наслідками.

## Список персонажів

### Персонажі, що лишились із попередньої частини
- Гаррі Дрезден: Протагоніст; професійний чарівник.
- Лейтенант Керрін Мерфі: Керівник відділу Спеціальних Розслідувань Чиказького Департаменту Поліції.
- Детектив Рон Кармайкл: Напарник Мерфі у відділі СР. Він був убитий Харлі Макфіном.
- Джентльмен Джонні Марконе: Злочинний король Чикаго.
- Сьюзен Родріґес: Репортер у the Midwestern Arcane, викликає любовний інтерес у Дрездена.
- Хендрікс: Охоронець Джентльмена Джонні Марконе.
- Містер: 30±фунтовий домашній кіт Дрездена.
- Боб: Інтелектуальний дух повітря, який поміщений всередину черепа, і проживає в під-підвальній лабораторії Дрездена.
- Мак: Власник таверни «МакЕнелі»

### Персонажі, уведені в цьому романі
- Агент ФБР Дентон: Керівник слідчої команди ФБР.
- Агенти ФБР Бен, Харріс та Вілсон: Члени команди Дентона.
- Кім Делані: Молода дівчина, яку Дрезден навчав магічному мистецтву.
- Харлі МакФін: Мільйонер, захисник навколишнього середовища; через прокляття його предків він кожну повню перетворювався в монстра.
- Тера Вест: Таємнича жінка, що може перетворюватись на вовка, наречена МакФіна.
- Альфа: Зграя хлопців та дівчат студентського віку, що мають здібності перевертнів.
- Біллі Борден: Член Альфи.
- Джорджія: Член Альфи.
- Чонзаґґорот (Chaunzaggoroth): Демон-інформатор; Дрезден називає його «Чонсі.»
- Вуличні Вовки: Чиказька банда байкерів-лікантропів.
- Паркер: Лідер Вуличних Вовків.
- Детектив Рудольф: новий співробітник відділу СР.